# Juegos Panamericanos de 2019
Los Juegos Panamericanos de Lima 2019, oficialmente los XVIII Juegos Panamericanos y comúnmente conocidos como Lima 2019, se llevaron a cabo entre el 26 de julio y el 11 de agosto de 2019 en Lima (Perú). Participaron 6.680 deportistas de los 41 países de América en 419 eventos y 38 deportes. Inmediatamente después de finalizado los juegos, se llevaron a cabo los Juegos Parapanamericanos, ambos eventos sirvieron de clasificación para los Juegos Olímpicos y los Juegos Paralímpicos de 2020.
Para esta edición de los Juegos, se incluyeron el surf, el fisicoculturismo, la paleta frontón y el skateboarding, agregados al programa Panamericano en 2015. Este último deporte se eliminó finalmente. Las competiciones se llevaron a cabo en 21 recintos deportivos dentro y fuera de la ciudad, divididos en 6 custeres, entre ellos la Villa Deportiva Nacional (Videna). 
Esta fue la primera vez en la historia,que Perú recibió el los Panamericanos, así como el evento deportivo más grande jamás organizado por el país, abriendo las puertas a celebrar más eventos de este tipo, también es la séptima vez en Suramérica —previamente fueron Buenos Aires 1951, Sao Paulo 1963, Cali 1971, Caracas 1983, Mar de Plata 1995, Río 2007— y la decimotercera en Latinoamérica —previamente fueron Buenos Aires 1951, México 1955, Sao Paulo 1963, Cali 1971, México 1975, San Juan 1979, Caracas 1983, La Habana 1991, Mar de Plata 1995, Santo Domingo 2003, Río 2007, Guadalajara 2011—.
La ceremonia de apertura tuvo lugar el 26 de julio en el Estadio Nacional del Perú, así como la de clausura, el 11 de agosto. Los Juegos fueron declarados abiertos por el presidente peruano Martín Vizcarra. La mascota oficial fue Milco, llamado así en honor a los cuchimilcos, antiguas estatuillas de arcilla de la cultura chancay. Lima 2019 fue aclamada por la prensa especializada y el público en general, sobre todo en su infraestructura, esfuerzo y en las ceremonias de apertura y clausura.

## Elección de la sede
Inicialmente, nueve ciudades mostraron el interés para organizar los Panamericanos de 2019, pero el plazo para la presentación de las candidaturas para la organización de los Juegos, venció el día 31 de enero de 2013 y hasta esa fecha, cuatro ciudades del continente mostraron su candidatura: Ciudad Bolívar, La Punta, Lima y Santiago de Chile, de las cuales Lima fue escogida el 11 de octubre del mismo año en un proceso que se llevó a cabo durante la 51° Asamblea General de la ODEPA en el Hotel Westin Harbour Castle de Toronto, Canadá.

### Candidatura de Lima

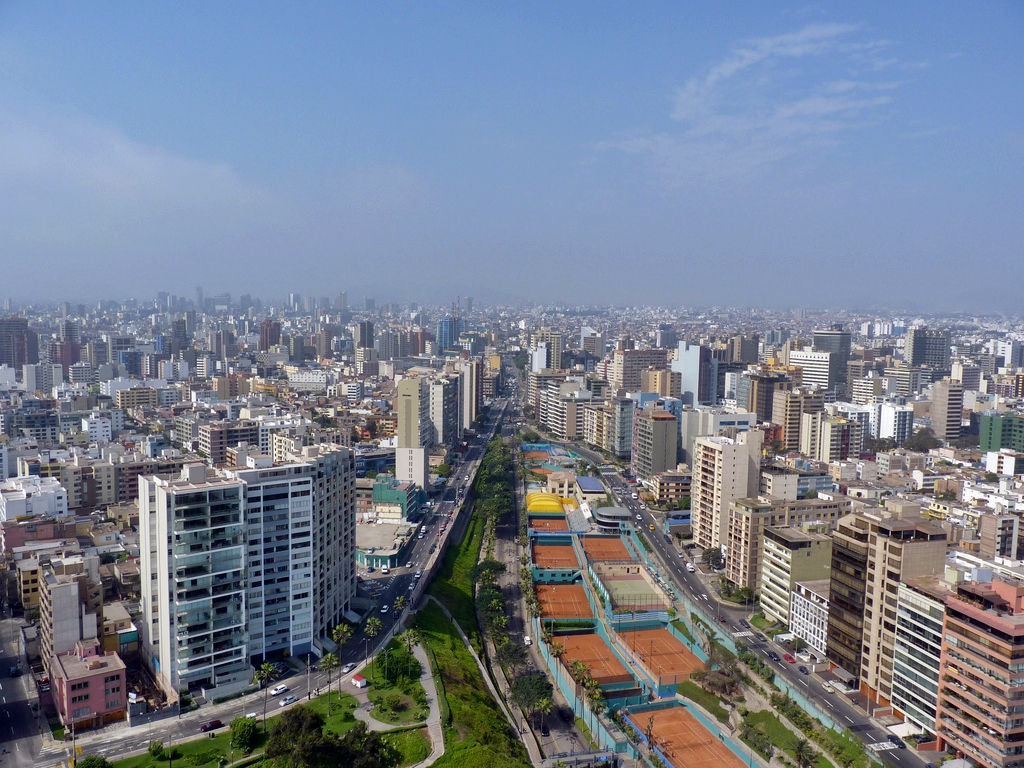
Lima fue seleccionada como la candidatura oficial de Perú para los Juegos Parapanamericanos de 2019.

Lima buscó la sede de los Juegos Panamericanos de 2015; sin embargo, perdió ante Toronto con 11 votos, quedando así en segundo lugar. Poco tiempo después, el 31 de enero de 2013, con el lema «Lima, la sede de todos», autoridades gubernamentales y deportivas lanzaron la candidatura de la capital del Perú como sede. El Comité Olímpico Peruano se fundamentó en el cumplimiento de los ofrecimientos que se hicieron al postular para los Panamericanos de 2015, que incluye la creación de nueva infraestructura.
En el mes de mayo, una comisión de la Organización Deportiva Panamericana liderada por el presidente del organismo Mario Vázquez Raña, programó visitas a las ciudades que se postularon para ser sede de los juegos, de las cuales a Lima le tocó los días 6 y 7 de dicho mes. El presidente de la ODEPA, manifestó su felicidad diciendo que Lima tiene lo necesario para ser la sede. Luego, el Presidente del Perú, Ollanta Humala, anunció que organizar los panamericanos será el evento que el Perú necesita para la búsqueda de nuevas promesas deportivas.

### Votación
La candidatura de la ciudad de Lima, Perú, fue la ganadora de la votación en primera ronda, al lograr más del 50 % más uno de los votos requeridos para la elección.
| 51.ª Asamblea General de la ODEPA 9-11 de octubre de 2013, Toronto, Canadá |          |
| Ciudad                                                                     | Votación |
| Lima (PER)                                                                 | 31       |
| La Punta (ARG)                                                             | 9        |
| Santiago (CHI)                                                             | 9        |
| Ciudad Bolívar (VEN)                                                       | 8        |

## Símbolos

### Logotipo
El 8 de mayo de 2014, el Comité Organizador de Lima 2019 lanzó un concurso a la población peruana, para la creación del emblema oficial de los juegos, así como los pictogramas y el afiche publicitario. El concurso cerró el 30 de junio del mismo año, el Comité recibió 43 propuestas de diversas partes del Perú, luego se escogieron las cinco mejores y solo una fue la ganadora.
El 26 de julio, a cinco años de Lima 2019, en una ceremonia especial llevada a cabo en la Municipalidad Metropolitana de Lima a la cual asistieron autoridades gubernamentales, así como deportistas y miembros del Comité Olímpico Peruano y del Instituto Peruano del Deporte, se presentó el emblema oficial que se basa en la flor de Amancaes, cuyo brote se da entre los meses de julio y agosto y que solo crece en las lomas de Lima. Los tres pistilos representan a las tres Américas y en los colores morado (por la devoción peruana), verde (la naturaleza) y celeste (por ser una ciudad cerca al mar). Los responsables de la creación del logo fueron los arequipeños Diego Sanz y Jorge Luis Zárate a quienes se les otorgó el primer lugar en el concurso.

### Mascota

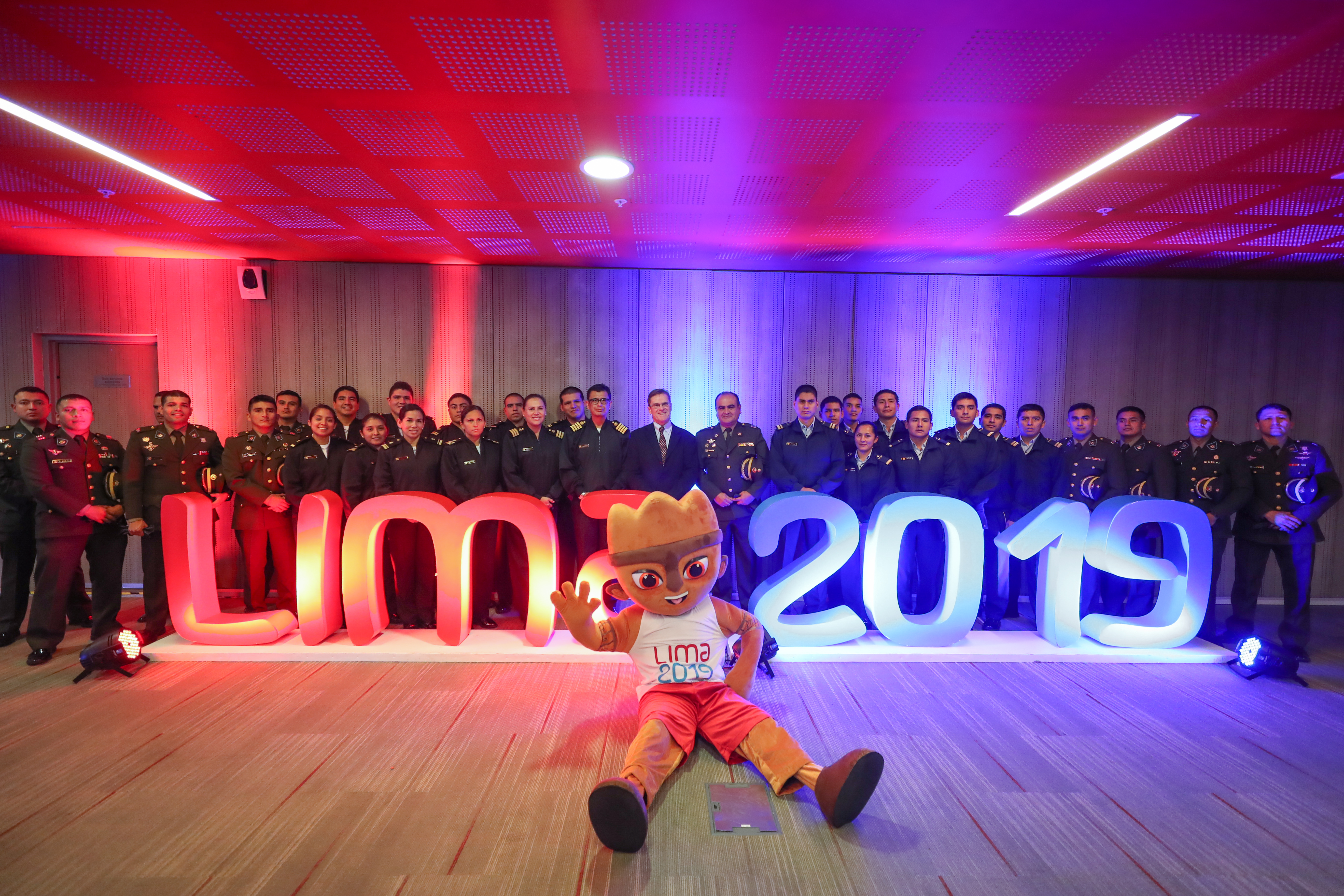
Milco, la mascota de los Juegos Panamericanos 2019.

En junio de 2017, después de más de mil presentaciones, el comité organizador reveló las tres últimas en la competencia por ser la mascota de los juegos. Los tres diseños finales fueron: Milco, que estaba influenciado por las esculturas de Cuchimilco, una flor de Amancaes llamada Amantis y Wayqi, un gecko. En julio de 2017, se anunció que Milco fue el ganador del concurso, recibiendo el 45% de los votos. Hubo aproximadamente 44.154 votos emitidos en el concurso, la mayor cantidad jamás realizada para una competencia de mascotas para los Juegos Panamericanos. El diseñador ganador de la competencia recibió S/.15,000 Soles (o aproximadamente $ 4,600 USD).

### Antorcha Panamericana

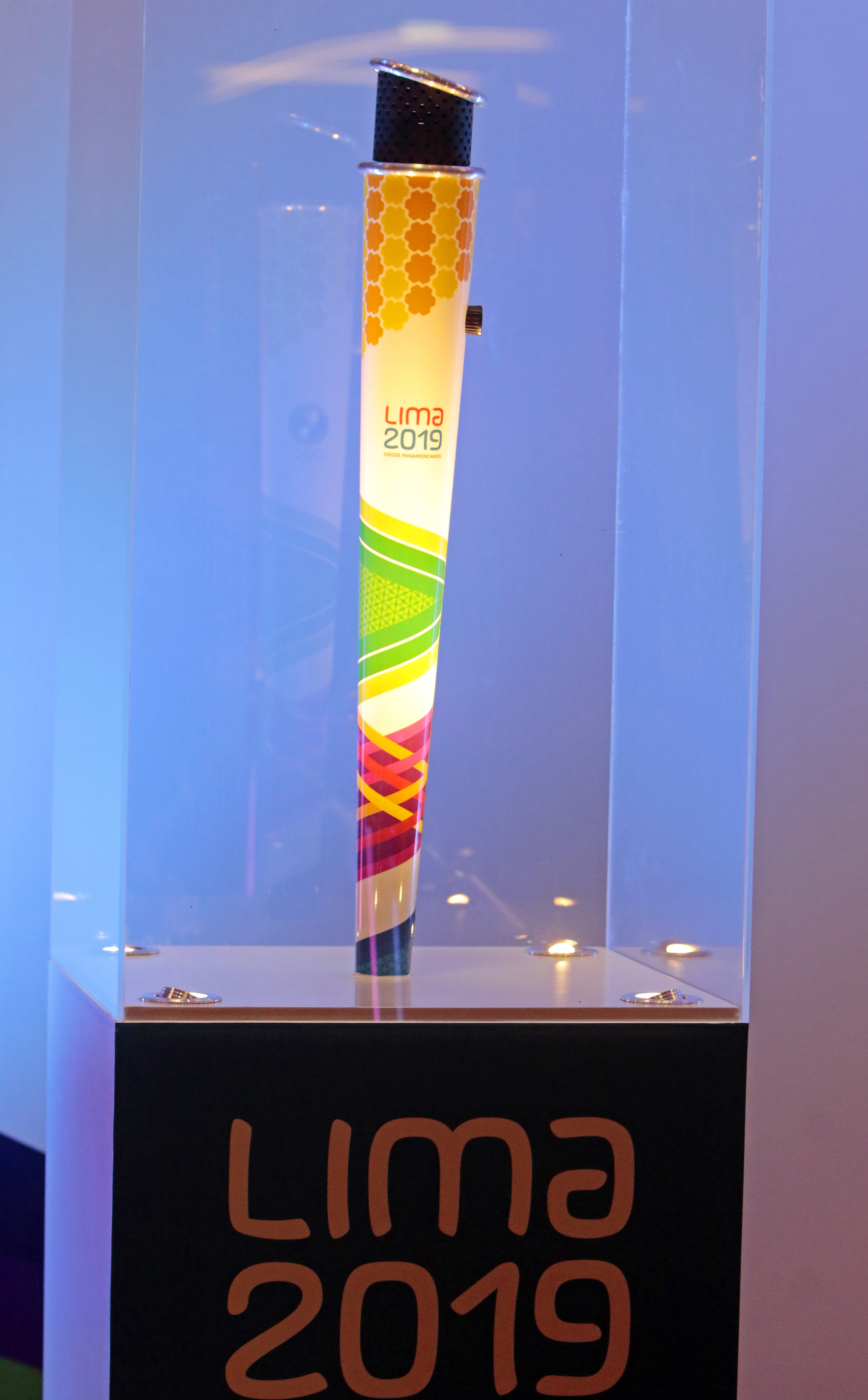
Antorcha de los Juegos Panamericanos Lima 2019

El 6 de septiembre de 2018, el Comité Organizador dio a conocer detalles sobre el recorrido de la antorcha Panamericana durante la 56.ª Asamblea General de Panam Sports realizada en Lima. 
La llama de la antorcha fue encendida en Teotihuacán, México y trasladada hasta la ciudadela de Machu Picchu, en el departamento de Cusco, donde inició su trayecto en territorio peruano. Recorrió importantes ciudades del país como Arequipa, Cajamarca, Cusco, Huancayo, Ica, Piura, Puno, Tarapoto, Trujillo, entre otras, durante 23 días, hasta su llegada al Estadio Nacional en Lima el 26 de julio de 2019. Asimismo, la antorcha hizo su llegada a otras ciudades y lugares importantes en un programa denominado como "Operaciones Especiales Lima 2019" dónde se rindió tributo al relevo de la antorcha. El lema del relevo fue "La antorcha de los juegos nos iluminará."
La antorcha recorrió 5500 kilómetros en todo su trayecto y fue llevada por 900 personas en distintos puntos del Perú.

### Programa cultural
Culturaymi es el programa cultural de Lima 2019. El 26 de abril de 2019, la Ministra de Cultura, Ulla Holmquist Pachas, participó en la presentación del mismo junto a Carlos Neuhaus, presidente de la Comisión Organizadora de los Juegos Panamericanos de Lima 2019 (Copal). Las actividades de Culturaymi se desarrollaron en la sede cultural ubicada en el Parque de la Exposición y que abrió sus puertas desde el 27 de julio, al día siguiente de la ceremonia de apertura de los Juegos Panamericanos, hasta el 1 de septiembre, el día de la clausura de los Juegos Parapanamericanos. Se puso en marcha también un circuito cultural que incluyó más de 10 distritos de Lima que concentraron la mayor oferta cultural de exposiciones y espectáculos de la capital. Además en este espacio las personas pudieron informarse sobre los Juegos, comprar tickets para las competencias deportivas, adquirir merchandising oficial y conocer las antorchas de Lima 2019.

## Sedes e instalaciones deportivas

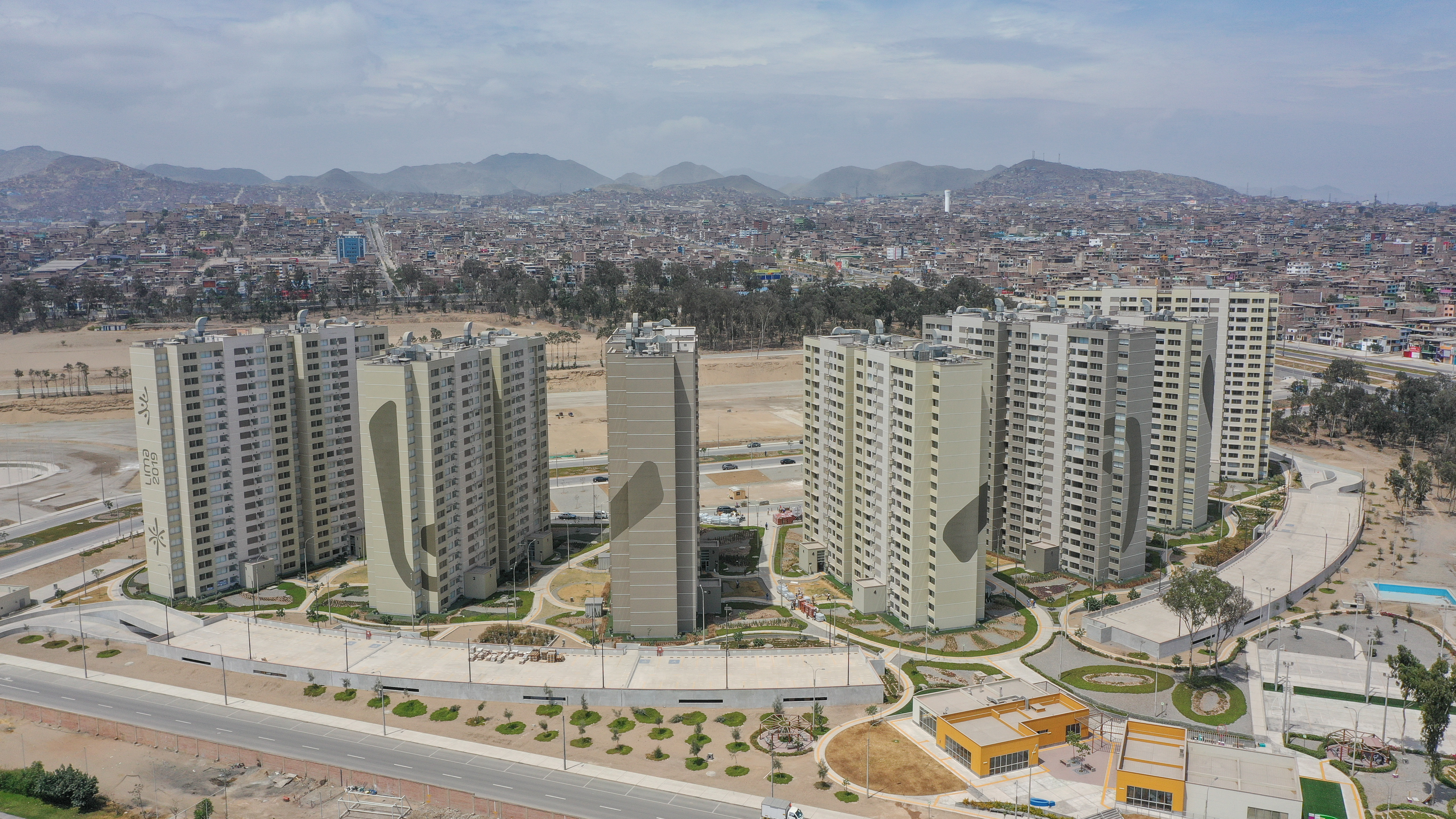
Villa Panamericana - Lima.

El total de los gastos para la preparación de Juegos Panamericanos y Parapanamericanos fue de alrededor de 1200 millones de dólares. Los gastos estuvieron repartidos en infraestructura deportiva en 470 millones de dólares, 180 millones de dólares para la Villa Panamericana, gastos de organización en 430 millones de dólares y en imprevistos en 106 millones.
El comité de la candidatura de Lima 2019 estableció un total de 21 sedes e instalaciones deportivas para la realización de los Juegos en la ciudad de Lima. 
El 23 de octubre de 2014 se anunció el Plan Maestro de Lima 2019 en el que se definió las sedes oficiales para los juegos; el 7 de julio de 2015 durante la 53.ª Asamblea General de la Organización Deportiva Panamericana llevada a cabo en Toronto, el presidente del Comité Organizador de Lima 2019 anunció el avance de las sedes, así como el plan oficial (que sufrió algunos cambios). En 2017, el Plan Maestro sufrió variaciones para lograr reducir los costos y quedó finalmente el lugar oficial de la Villa Panamericana, la cual estaría ubicada en el distrito de Villa El Salvador. Se han asignado 5 clusters o zonas donde se llevarán a cabo los juegos, distribuidos en 14 distritos de Lima, Provincia Constitucional del Callao y el departamento de Ica.

### Clúster A
Esta zona, ubicada en el oeste de la ciudad junto a la provincia constitucional del Callao, tuvo tres grandes recintos deportivos, localizados en la Villa Deportiva del Callao, el Estadio de la Universidad Nacional Mayor de San Marcos, y una sección de la Costa Verde dentro del distrito de San Miguel.

#### Villa Deportiva Regional del Callao
La Villa Deportiva del Callao (ex parque zonal Yahuar Huaca) es un centro deportivo ubicado en la avenida Guardia Chalaca, en el distrito de Bellavista, provincia constitucional del Callao. Cuenta con diversas instalaciones deportivas siendo la capacidad de su recinto principal el estadio Miguel Grau y el coliseo Miguel Grau. Asimismo cuenta con campos de tenis, fútbol, béisbol y sóftbol. Para los juegos de Lima 2019 fue utilizado para boxeo, lucha, ráquetbol, taekwondo y voleibol.
| Sede                 | Ciudad | Deporte              | Capacidad |
| -------------------- | ------ | -------------------- | --------- |
| Coliseo Miguel Grau  | Callao | Boxeo y Lucha        | 2 400     |
| Canchas de Raquetbol | Callao | Raquetbol            | A definir |
| Polideportivo Callao | Callao | Taekwondo y Voleibol | 6 100     |

#### Estadio de la Universidad de San Marcos
En marzo de 2018, el presidente del Comité Organizador firmó un convenio de cooperación institucional con el rector de la Universidad Nacional Mayor de San Marcos, Orestes Cachay, oficializando al estadio de dicha universidad como sede para los juegos de 2019. El 13 de marzo de 2019, el COPAL entregó el renovado estadio a la Federación Peruana de Fútbol para el Campeonato Sudamericano de Fútbol Sub-17 de 2019, que sirvió como evento prueba previo a los Panamericanos.

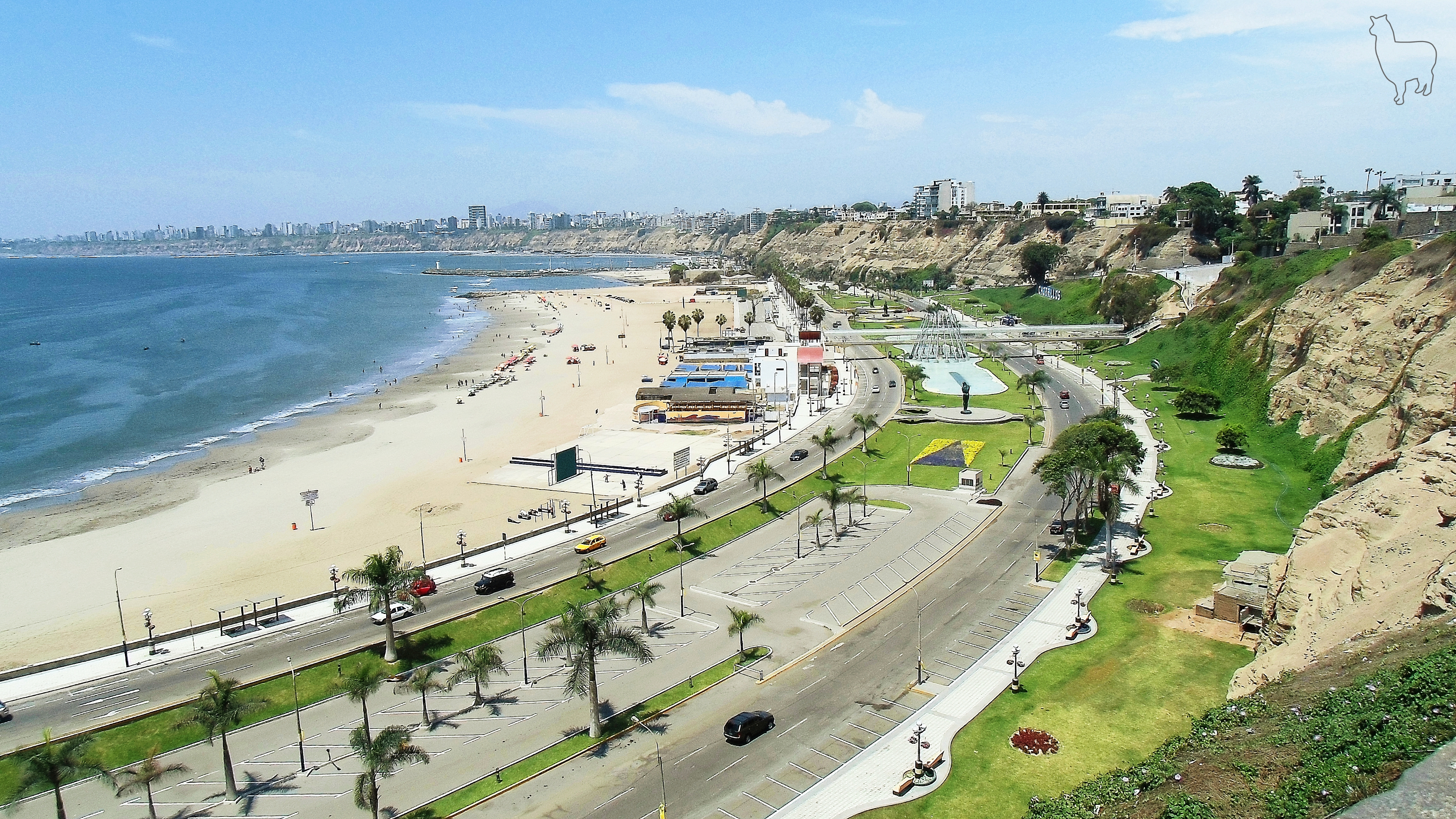
La Costa Verde fue uno de los principales atractivos de los juegos.

| Sede                                                   | Distrito | Deporte | Capacidad |
| ------------------------------------------------------ | -------- | ------- | --------- |
| Estadio de la Universidad Nacional Mayor de San Marcos | Lima     | Fútbol  | 32 000    |

#### Costa Verde San Miguel
La zona de la Costa Verde del distrito de San Miguel fue escenario de 5 competencias deportivas en los Juegos Panamericanos de Lima 2019: vóleibol playa, patinaje de velocidad, ciclismo BMX y de ruta, y skateboarding. El alcalde Eduardo Bless y Carlos Neuhaus, presidente del Comité Organizador de los Juegos Panamericanos, firmaron el Convenio Marco de Cooperación Interinstitucional en ceremonia por el 97° aniversario del distrito. El centro contó con escenarios en el malecón de la ciudad y dejará un legado para los ciudadanos luego de concluir los juegos.
| Sede                          | Distrito   | Deporte                     | Capacidad     |
| ----------------------------- | ---------- | --------------------------- | ------------- |
| Parque Costa Verde-San Miguel | San Miguel | Ciclismo BMX                | 3 000         |
| Parque Costa Verde-San Miguel | San Miguel | Ciclismo de ruta            | Espacio libre |
| Parque Costa Verde-San Miguel | San Miguel | Vóley playa                 | 3 000         |
| Parque Costa Verde-San Miguel | San Miguel | Patinaje de velocidad       | 1 000         |
| Parque Costa Verde-San Miguel | San Miguel | Ciclismo BMX (estilo libre) | 2 500         |

### Clúster B
Este anillo se encuentra ubicado en distritos céntricos de la ciudad, por ejemplo, la Villa Deportiva Nacional, una de las principales sedes de los juegos, se encuentra en el distrito de San Luis. Otros distritos pertenecientes a esta zona son los distritos de La Molina, Miraflores y San Borja.

#### Villa Deportiva Nacional (VIDENA)
La Villa Deportiva Nacional, más conocida como VIDENA (por las sílabas iniciales de cada palabra) es el mayor centro deportivo de la ciudad de Lima. Ubicándose en el distrito de San Luis y a 5 minutos de la zona cultural de la ciudad, fue el escenario principal durante los Juegos Panamericanos y Parapanamericanos de 2019. Este escenario tuvo la mayor parte de los deportes durante los juegos a los que se les incluye la construcción de un nuevo estadio de atletismo y de deportes acuáticos y un nuevo polideportivo. Tiene conexión a dos cuadras aproximadamente con la Estación La Cultura de la Línea 1 del Metro de Lima y con los servicios 201, 202, 204, 206 y 209 del Corredor Rojo del sistema de buses de la ciudad.
| Sede                          | Distrito | Deporte                                       | Capacidad |
| ----------------------------- | -------- | --------------------------------------------- | --------- |
| Estadio Atlético Panamericano | San Luis | Atletismo                                     | 12 000    |
| Centro Acuático Panamericano  | San Luis | Natación, Saltos y Nado Sincronizado          | 4 000     |
| Polideportivo 1               | San Luis | Balonmano y Judo                              | 2 300     |
| CAR Videna                    | San Luis | Squash                                        | 1 100     |
| Polideportivo 3               | San Luis | Bádminton, Patinaje artístico y Tenis de mesa | 860       |
| Bowling Center                | San Luis | Bowling                                       | 200       |
| Velódromo Nacional            | San Luis | Ciclismo de Pista                             | 2 500     |

#### Otras sedes de competición

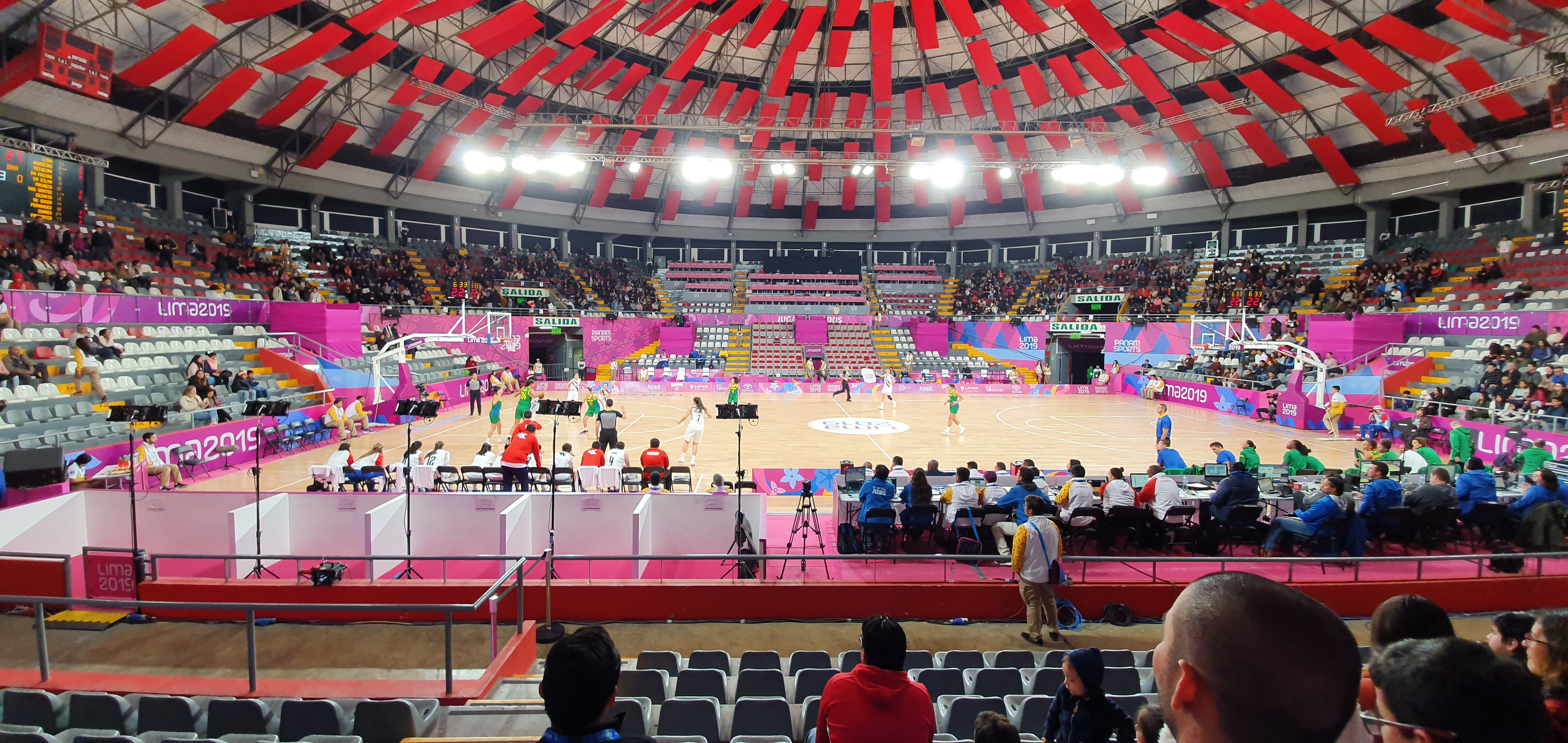
Coliseo Eduardo Dibós.

El Coliseo Eduardo Dibós ubicado en el distrito de San Borja, fue escenario de las competiciones de básquetbol, y se puede llegar a él mediante el Metro de Lima, al costado de la estación Angamos. La Escuela de Equitación del Ejército también funcionó como sede, para las disciplinas de equitación. Cabe mencionar que el famoso Parque Central de Miraflores recibió la maratón y la marcha atlética.
| Sede                               | Distrito   | Deporte                   | Capacidad     |
| ---------------------------------- | ---------- | ------------------------- | ------------- |
| Coliseo Eduardo Dibós              | San Borja  | Baloncesto                | 6 000         |
| Escuela de Equitación del Ejército | La Molina  | Equitación                | 400           |
| Parque Kennedy                     | Miraflores | Maratón y Marcha atlética | Espacio libre |

### Clúster C

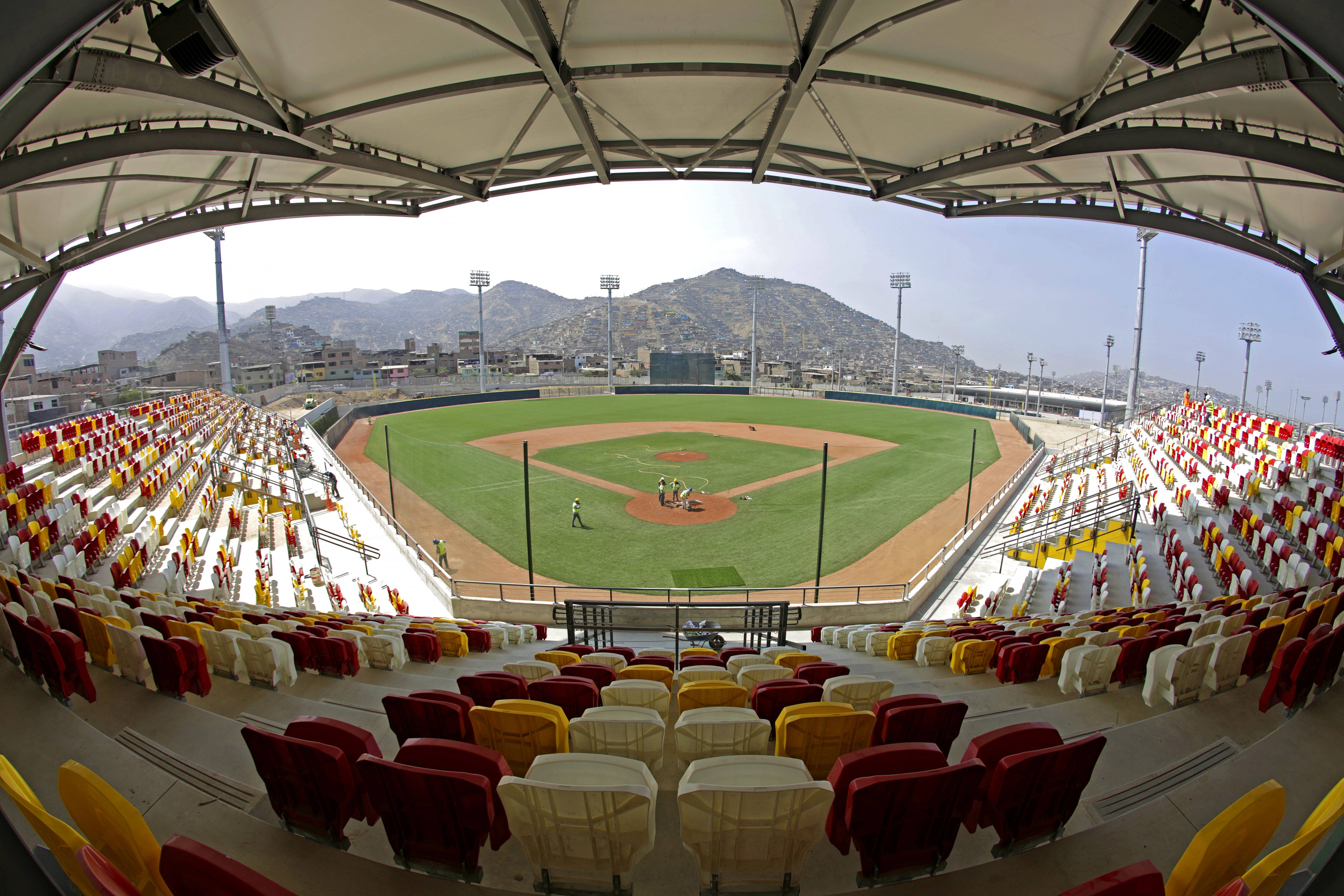
Campo de Béisbol de Villa María del Triunfo.

Comprendió un nuevo complejo deportivo ubicado en el distrito de Villa María del Triunfo, ubicado al sur de la ciudad. Así como diferentes eventos en distritos como Chorrillos y Santiago de Surco.

#### Complejo Deportivo Villa María del Triunfo
En 20 hectáreas de terreno pertenecientes al Instituto Peruano del Deporte se mejoró el Parque Panamericano de Villa María del Triunfo como parte del Plan Maestro de Lima 2019. Ubicándose cerca a la Villa Panamericana, es el principal complejo deportivo de Lima Sur. Además, sirvió para mejorar la infraestructura de preparación de jóvenes deportistas en el sur de la ciudad así como el mejoramiento de servicios en las zonas aledañas. Actualmente este centro deportivo cuenta con instalaciones para la práctica de hockey, rugby, béisbol, sóftbol, frontón, waterpolo y tiro con arco.
| Sede                      | Distrito                | Deporte                 | Capacidad |
| ------------------------- | ----------------------- | ----------------------- | --------- |
| Campo de Béisbol          | Villa María del Triunfo | Béisbol                 | 3400      |
| Campo de Sóftbol          | Villa María del Triunfo | Sóftbol                 | 1700      |
| Centro Acuático           | Villa María del Triunfo | Waterpolo               | 2000      |
| Estadio de Hockey         | Villa María del Triunfo | Hockey sobre hierba     | 3500      |
| Estadio de Rugby 7        | Villa María del Triunfo | Rugby 7 y Tiro con arco | 3400      |
| Módulos de Paleta frontón | Villa María del Triunfo | Paleta frontón          | 400 (c/u) |
| Módulos de Pelota Vasca   | Villa María del Triunfo | Pelota vasca            | 400 (c/u) |

#### Otras sedes de competición
Icónicos lugares como el Morro Solar, la Escuela Militar de Chorrillos y la playa Agua Dulce en Chorrillos, así como la Base aérea Las Palmas en Santiago de Surco, recibieron disciplinas para los juegos.

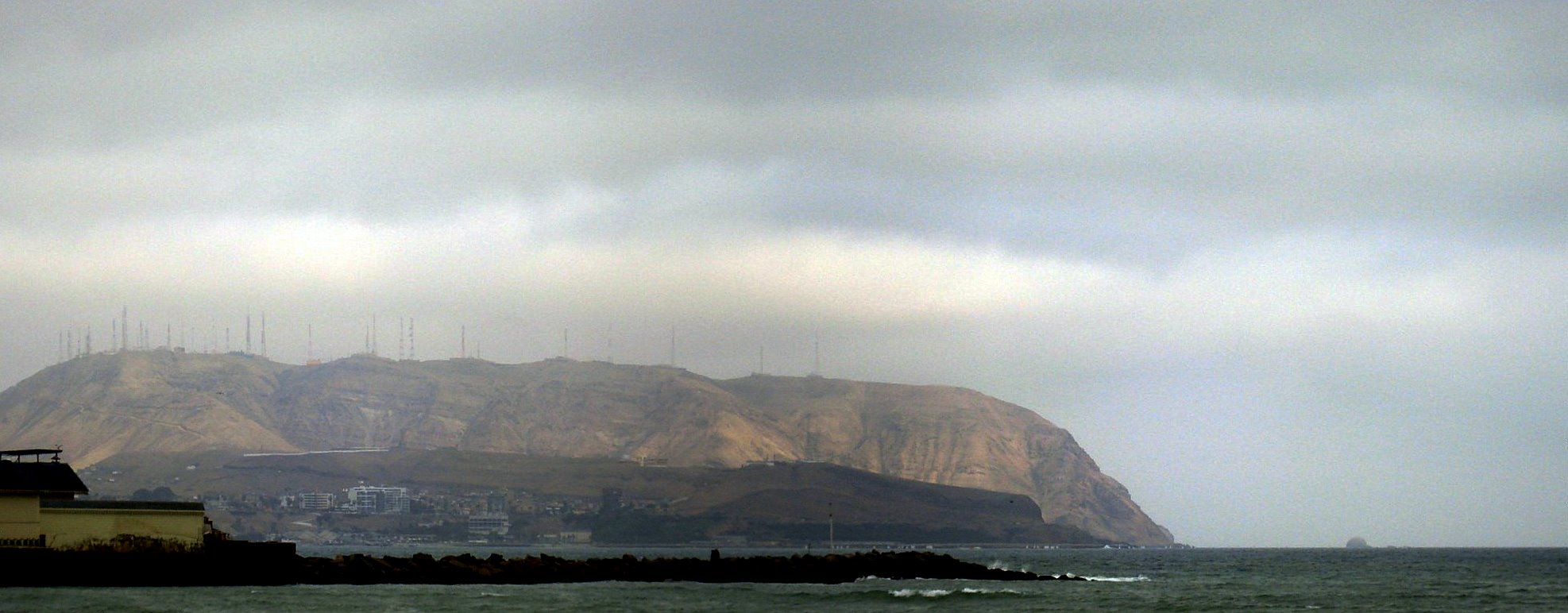
El Morro Solar ubicado en Chorrillos y frente al mar, fue sede del Ciclismo de Montaña.

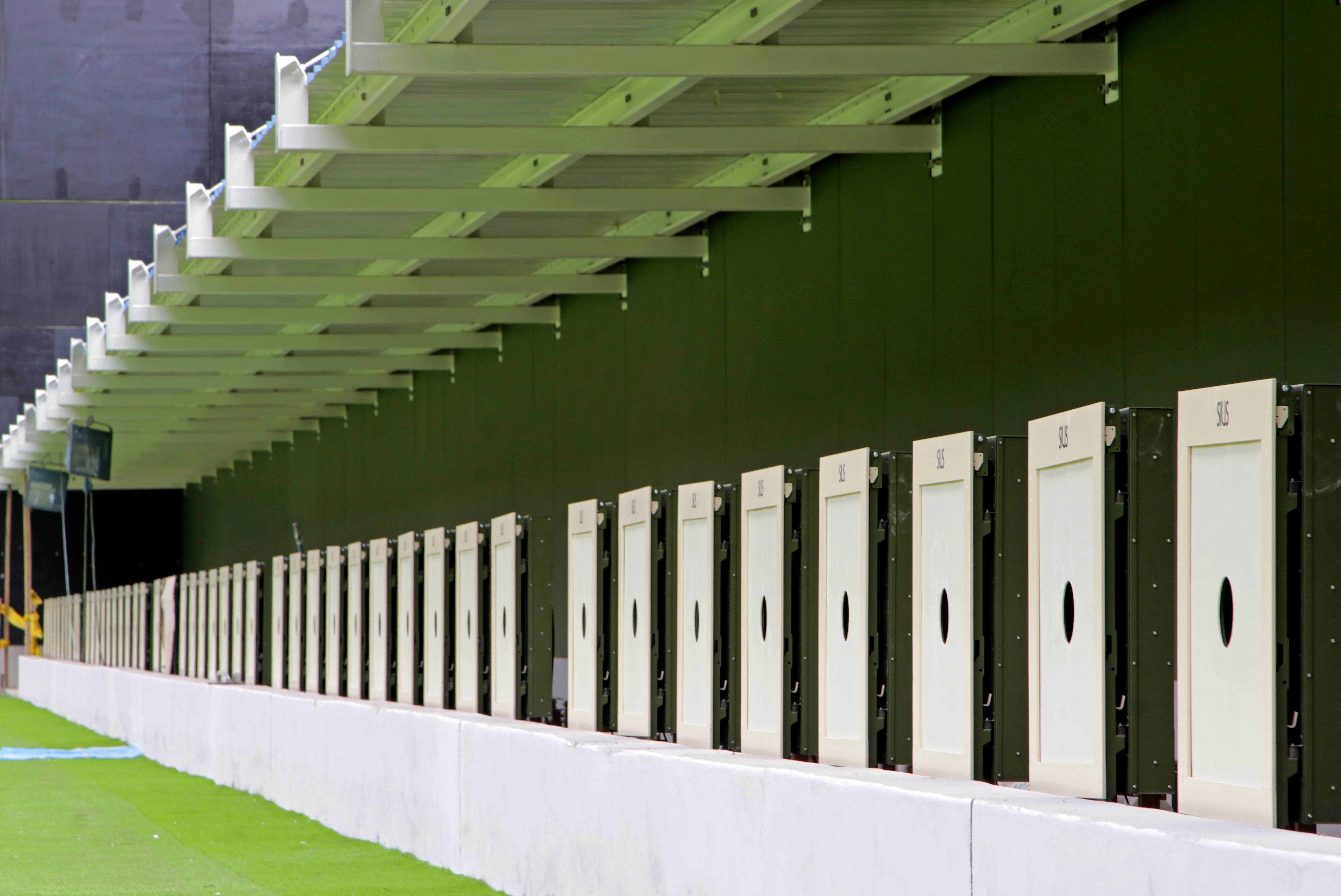
Base Aérea Las Palmas.

| Sede                          | Distrito          | Deporte                | Capacidad     |
| ----------------------------- | ----------------- | ---------------------- | ------------- |
| Escuela Militar de Chorrillos | Chorrillos        |                        |               |
| Escuela Militar de Chorrillos | Chorrillos        | Fisicoculturismo       | A definir     |
| Escuela Militar de Chorrillos | Chorrillos        | Levantamiento de pesas | A definir     |
| Escuela Militar de Chorrillos | Chorrillos        | Pentatlón moderno      | A definir     |
| Morro Solar                   | Chorrillos        | Ciclismo de montaña    | Espacio libre |
| Playa Agua Dulce              | Chorrillos        | Triatlón               | Espacio libre |
| Base aérea Las Palmas         | Santiago de Surco | Tiro deportivo         | 3 000         |

### Clúster D
Esta zona se ubica en el distrito de Villa El Salvador, en el cono sur, así como en los distritos de Jesús María y San Isidro, al centro de la ciudad.

#### Polideportivo Villa El Salvador
El comité organizador de los Juegos Panamericanos de Lima 2019 realizó en marzo de 2018, la entrega formal del terreno donde se construyó el nuevo Polideportivo de Villa El Salvador. El recinto está ubicado muy cerca de la Villa Panamericana, en pleno corazón del distrito, y tiene un área total aproximada de 18,700 metros cuadrados distribuido en dos bloques: uno para competencias y otro para calentamiento y entrenamiento. 
| Sede                               | Distrito          | Deporte  | Capacidad |
| ---------------------------------- | ----------------- | -------- | --------- |
| Polideportivo de Villa El Salvador | Villa El Salvador | Gimnasia | 6 100     |
| Polideportivo de Villa El Salvador | Villa El Salvador | Karate   | 6 100     |

#### Otras sedes de competición
Aunque en un primer momento se había confirmado al Country Club de Villa en Villa El Salvador como sede de competición, se decidió que el Lima Golf Club y el Lawn Tennis de la Exposición serían sedes para las competiciones de golf y tenis, respectivamente.
| Sede                         | Distrito    | Deporte | Capacidad |
| ---------------------------- | ----------- | ------- | --------- |
| Lawn Tennis de la Exposición | Jesús María | Tenis   | A definir |
| Lima Golf Club               | San Isidro  | Golf    | A definir |

### Clúster E

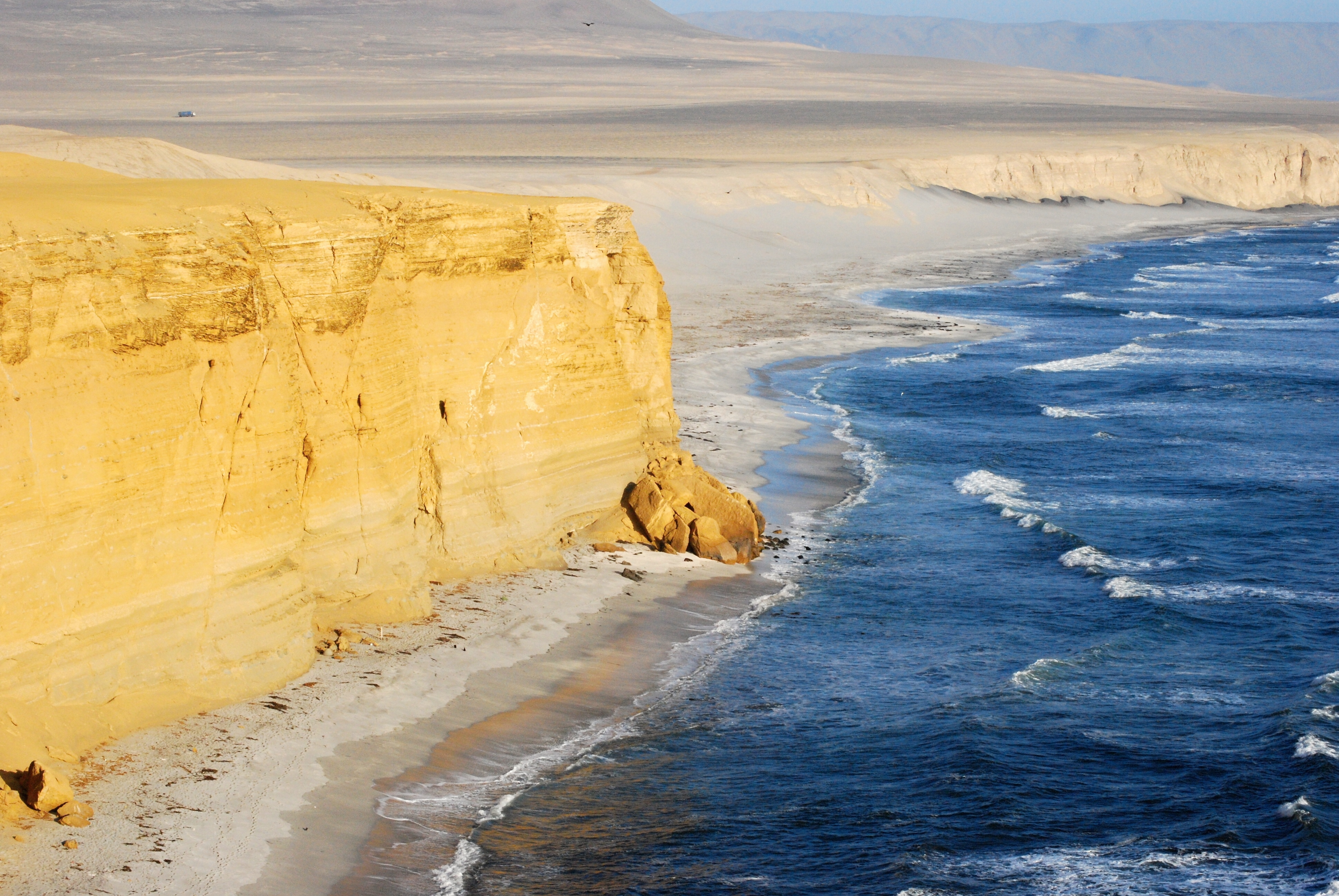
Sedes fuera de Lima como la Bahía de Paracas albergaron competencias en mar abierto.

Esta zona correspondió a todas las sedes fuera de la ciudad de Lima (aparte de las disciplinas dadas en el Clúster A en la ciudad del Callao y en este Clúster exceptuando a la ubicada en el distrito de Punta Negra que está dentro de la ciudad capital), en su mayoría al sur de ella, desde la ciudad de Huacho (al norte de la capital) en el departamento de Lima hasta la Bahía de Paracas en el departamento de Ica.
El Centro de Alto Rendimiento de Surf, ubicado en el distrito de Punta Negra, fue utilizado para el surf. También estuvo la Bahía de Paracas como la sede para Vela. A esto se suma también la Laguna de Bujama como sede de las competiciones de esquí náutico el cual es un lugar muy conocido para la práctica de este deporte en Latinoamérica, entre otras sedes. 
| Sede                               | Lugar       | Deporte                      | Capacidad     |
| ---------------------------------- | ----------- | ---------------------------- | ------------- |
| Albúfera de Medio Mundo            | Huacho      | Remo                         | Espacio libre |
| Albúfera de Medio Mundo            | Huacho      | Canotaje en aguas tranquilas | Espacio libre |
| Bahía de Paracas                   | Ica         | Vela                         | Espacio libre |
| Centro de Alto Rendimiento de Surf | Punta Negra | Surf                         | 1 400         |
| Laguna de Bujama                   | Cañete      | Esquí acuático               | Espacio libre |
| Laguna de Bujama                   | Cañete      | Natación en aguas abiertas   | Espacio libre |
| Río Cañete                         | Lunahuaná   | Canotaje en eslalon          | Espacio libre |

### Clúster F
El Clúster F corresponde a una sola sede panamericana que se ubicó dentro del Centro de Convenciones de Lima, que además de ser la ubicación del Centro Internacional de Transmisión (IBC) y el Centro Internacional de Prensa (MBC), también tuvo destinado un pabellón a la esgrima durante los juegos. Estuvo ubicada a 5 minutos de la Villa Deportiva Nacional.
| Sede                | Lugar     | Deporte | Capacidad |
| ------------------- | --------- | ------- | --------- |
| Pabellón de Esgrima | San Borja | Esgrima | A definir |

### Estadio Nacional del Perú
El Estadio Nacional del Perú fue el principal recinto de Lima 2019, pues recibió las ceremonias de inauguración y clausura de los juegos así como el encendido del pebetero panamericano. Luego de su remodelación y reinaugurado en 2011 (como parte de la candidatura de Lima a los Juegos Panamericanos de 2015) contó con una mayor capacidad y cercanía a los principales lugares de la zona. Existen diversos métodos para llegar al recinto como el transporte público, por medio de servicio de taxis y con el servicio del Metropolitano. 

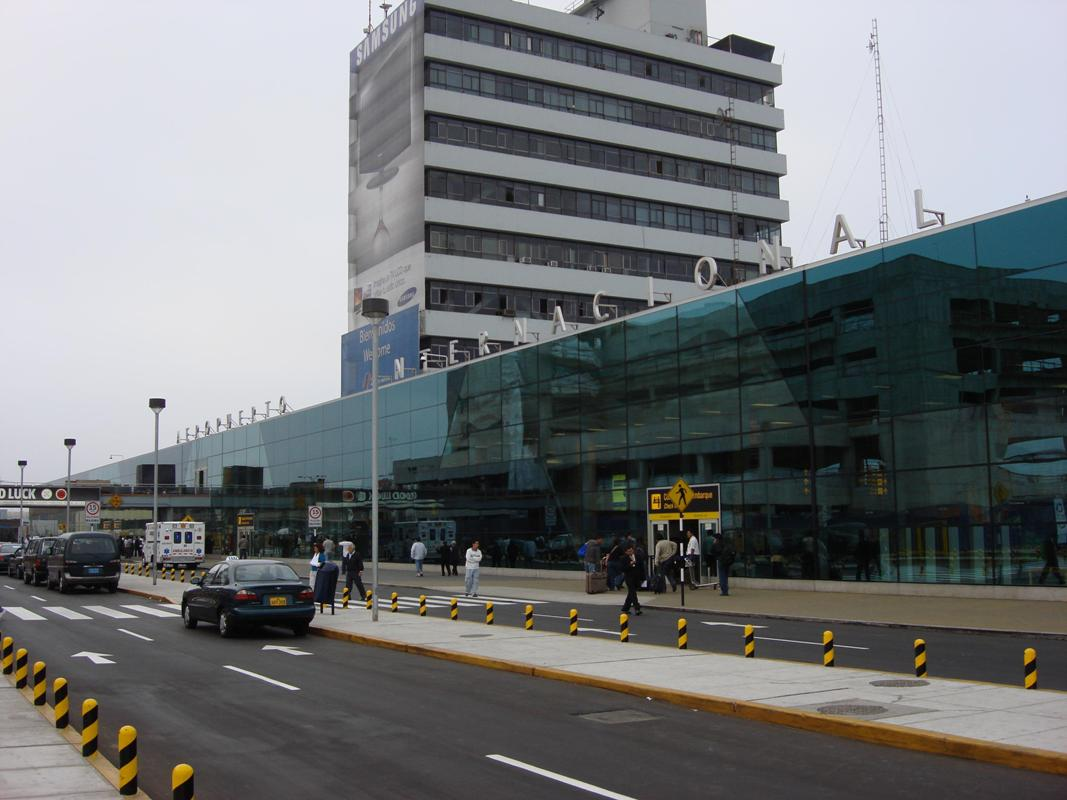
Aeropuerto Internacional Jorge Chávez, punto principal de conexión entre Lima y el mundo.

| Sede                      | Uso                   | Capacidad           |
| ------------------------- | --------------------- | ------------------- |
| Estadio Nacional del Perú | Ceremonia de apertura | 50 000 espectadores |
| Estadio Nacional del Perú | Ceremonia de clausura | 50 000 espectadores |

### Sedes de no competición
| Sede                                  | Lugar             | Uso                            | Capacidad     |
| ------------------------------------- | ----------------- | ------------------------------ | ------------- |
| Aeropuerto Internacional Jorge Chávez | Callao            | Llegadas y salidas             | Espacio libre |
| Centro de Convenciones de Lima        | San Borja         | Centro Internacional de Prensa | 10 000        |
| Centro de Convenciones de Lima        | San Borja         | Centro de Radio y Televisión   | 10 000        |
| Villa Panamericana                    | Villa El Salvador | Alojamiento de atletas         | 9 000         |

## Países participantes
En los Juegos Panamericanos de 2019 participaron 41 países de América. A continuación, los países participantes junto al código COI y el número de atletas de cada uno.
El país anfitrión está resaltado con negrita.
- Antigua y Barbuda  (ANT) (9)
- Argentina  (ARG) (529)
- Aruba  (ARU) (21)
- Bahamas  (BAH) (33)
- Barbados  (BAR) (31)
- Belice  (BIZ) (6)
- Bermudas  (BER) (17)
- Bolivia  (BOL) (49)
- Brasil  (BRA) (487)
- Canadá  (CAN) (477)
- Chile  (CHI) (317)
- Colombia  (COL) (349)
- Costa Rica  (CRC) (84)
- Cuba  (CUB) (420)
- Dominica  (DMA) (2)
- Ecuador  (ECU) (201)
- El Salvador  (ESA) (56)
- Estados Unidos  (USA) (643)
- Granada  (GRN) (11)
- Guatemala  (GUA) (144)
- Guyana  (GUY) (26)
- Haití  (HAI) (8)
- Honduras  (HON) (44)
- Islas Caimán  (CAY) (6)
- Islas Vírgenes Británicas  (IVB) (4)
- Islas Vírgenes de los Estados Unidos  (ISV) (30)
- Jamaica  (JAM) (131)
- México  (MEX) (543)
- Nicaragua  (NCA) (61)
- Panamá  (PAN) (83)
- Paraguay  (PAR) (71)
- Perú  (PER) (592)
- Puerto Rico  (PUR) (244)
- República Dominicana  (DOM) (209)
- San Cristóbal y Nieves  (SKN) (4)
- San Vicente y las Granadinas  (VIN) (4)
- Santa Lucía  (LCA) (7)
- Surinam  (SUR) (10)
- Trinidad y Tobago  (TTO) (98)
- Uruguay  (URU) (147)
- Venezuela  (VEN) (282)

## Deportes
En los Juegos Panamericanos de Lima 2019 se disputaron 39 deportes. El 7 de julio de 2015, se anunció la inclusión del surf en el programa deportivo. También fueron incluidos el fisicoculturismo, la paleta frontón y el skateboarding. El 17 de mayo en Miami, Estados Unidos, el Comité Ejecutivo de Panam Sports decidió por unanimidad retirar el deporte del skateboarding del programa de competencia de los Juegos Panamericanos. La decisión se tomó luego de ciertos incumplimientos por parte de la Confederación Panamericana y de la Federación Internacional que afectarían en gran medida el normal desarrollo de la competencia.
- Atletismo (47) (detalles)
- Bádminton (5) (detalles)
- Baloncesto
  -  Baloncesto (2) (detalles)
  -  Baloncesto 3x3 (2) (detalles)
- Balonmano (2) (detalles)
- Béisbol (1) (detalles)
- Bolos (4) (detalles)
- Boxeo (13) (detalles)
- Canotaje (detalles)
  -  Canotaje en aguas tranquilas (13)
  -  Canotaje en eslalon (5)
- Ciclismo (detalles)
  -  Ciclismo BMX (2) 
  -  Ciclismo de montaña (2) 
  -  Ciclismo en pista (4) 
  -  Ciclismo en ruta (2)
- Deportes acuáticos
  -  Clavados (8) (detalles)
  -  Nado sincronizado (2) (detalles)
  -  Natación (34) (detalles)
  -  Natación en aguas abiertas
  -  Waterpolo (2) (detalles)
- Equitación (detalles)
  -  Adiestramiento (2)
  -  Concurso completo (2)
  -  Salto ecuestre (2)
- Esgrima (12) (detalles)
- Esquí acuático (detalles)
  -  Esquí acuático (8)
  -  Wakeboarding (1)
- Fisicoculturismo (2) (detalles)
- Fútbol (2) (detalles)
- Gimnasia (detalles)
  -  Gimnasia acrobática (2)
  -  Gimnasia artística (14)
  -  Gimnasia rítmica (8)
- Golf (3) (detalles)
- Hockey sobre césped (2) (detalles)
- Judo (14) (detalles)
- Karate (10) (detalles)
- Levantamiento de pesas (15) (detalles)
- Lucha (detalles)
  -  Lucha grecorromana (6)
  -  Lucha libre (12)
- Pelota vasca (detalles)
- Patinaje (detalles)
  -  Patinaje artístico sobre ruedas (2)
  -  Patinaje de velocidad sobre patines en línea (6)
- Pentatlón moderno (2) (detalles)
- Raquetbol (6) (detalles)
- Remo (14) (detalles)
- Rugby 7 (2) (detalles)
- Sóftbol (2) (detalles)
- Squash (6) (detalles)
- Surf (8) (detalles)
- Taekwondo (8) (detalles)
- Tenis (5) (detalles)
- Tenis de mesa (4) (detalles)
- Tiro con arco (10) (detalles)
- Tiro deportivo (15) (detalles)
- Triatlón (2) (detalles)
- Vela (10) (detalles)
- Voleibol
  -  Voleibol (2) (detalles)
  -  Voleibol de playa (2) (detalles)

## Desarrollo

### Calendario
En el siguiente calendario de eventos, cada casilla azul representa una competición, como una ronda clasificatoria, en ese día. Las casillas amarillas representan los días durante los cuales se llevaron a cabo los eventos finales de un deporte. El número en cada casilla representa el número de finales que se disputaron ese día. Los eventos empezaron el 24 de julio, dos días antes de la ceremonia de apertura, y culminaron el 11 de agosto con la ceremonia de clausura.
| CA | Ceremonia de Apertura | ● | Competiciones | 1 | Eventos finales | CC | Ceremonia de Clausura |

| Julio / agosto                   | Julio / agosto                   | 24 Mié | 25 Jue | 26 Vie | 27 Sáb | 28 Dom | 29 Lun | 30 Mar | 31 Mié | 1 Jue | 2 Vie | 3 Sáb | 4 Dom | 5 Lun | 6 Mar | 7 Mié | 8 Jue | 9 Vie | 10 Sáb | 11 Dom | Eventos |
| -------------------------------- | -------------------------------- | ------ | ------ | ------ | ------ | ------ | ------ | ------ | ------ | ----- | ----- | ----- | ----- | ----- | ----- | ----- | ----- | ----- | ------ | ------ | ------- |
| Ceremonias (apertura / clausura) | Ceremonias (apertura / clausura) |        |        | CA     |        |        |        |        |        |       |       |       |       |       |       |       |       |       |        | CC     |         |
| Atletismo                        | Atletismo                        |        |        |        | 2      |        |        |        |        |       |       |       | 2     |       | 5     | 6     | 10    | 11    | 10     | 2      | 48      |
| Bádminton                        | Bádminton                        |        |        |        |        |        | ●      | ●      | ●      | ●     | 5     |       |       |       |       |       |       |       |        |        | 5       |
| Baloncesto                       | Baloncesto                       |        |        |        | ●      | ●      | 2      |        | ●      | ●     | ●     | ●     | 1     |       | ●     | ●     | ●     | ●     | 1      |        | 4       |
| Balonmano                        | Balonmano                        | ●      | ●      |        | ●      |        | ●      | 1      | ●      | ●     | ●     |       | ●     | 1     |       |       |       |       |        |        | 2       |
| Béisbol                          | Béisbol                          |        |        |        |        |        | ●      | ●      | ●      | ●     | ●     | ●     | 1     |       |       |       |       |       |        |        | 1       |
| Bolos                            | Bolos                            |        | ●      |        | 2      | ●      | ●      | 2      |        |       |       |       |       |       |       |       |       |       |        |        | 4       |
| Boxeo                            | Boxeo                            |        |        |        | ●      | ●      | ●      | ●      |        | 7     | 8     |       |       |       |       |       |       |       |        |        | 15      |
| Canotaje                         | Eslalon                          |        |        |        |        |        |        |        |        |       | ●     | ●     | 6     |       |       |       |       |       |        |        | 6       |
| Canotaje                         | Velocidad                        |        |        |        | 1      | 2      | 5      | 4      |        |       |       |       |       |       |       |       |       |       |        |        | 12      |
| Ciclismo                         | BMX                              |        |        |        |        |        |        |        |        |       |       |       |       |       |       |       | ●     | 2     |        | 2      | 4       |
| Ciclismo                         | Montaña                          |        |        |        |        | 2      |        |        |        |       |       |       |       |       |       |       |       |       |        |        | 2       |
| Ciclismo                         | Pista                            |        |        |        |        |        |        |        |        | 3     | 2     | 2     | 5     |       |       |       |       |       |        |        | 12      |
| Ciclismo                         | Ruta                             |        |        |        |        |        |        |        |        |       |       |       |       |       |       | 2     |       |       | 2      |        | 4       |
| Deportes acuáticos               |                                  |        |        |        |        |        |        |        |        |       |       |       |       |       |       |       |       |       |        |        |         |
| Clavados                         |                                  |        |        |        |        |        |        |        | 2      | 2     | 2     | 2     | 2     |       |       |       |       |       |        | 10     |         |
| Nado sincronizado                |                                  |        |        |        |        | ●      |        | 2      |        |       |       |       |       |       |       |       |       |       |        | 2      |         |
| Natación                         |                                  |        |        |        |        |        |        |        |        |       |       |       |       | 8     | 7     | 9     | 6     | 6     |        | 36     |         |
| Natación en aguas abiertas       |                                  |        |        |        |        |        |        |        |        |       |       | 2     |       |       |       |       |       |       |        | 2      |         |
| Waterpolo                        |                                  |        |        |        |        |        |        |        |        |       |       | ●     | ●     | ●     |       | ●     | ●     | 2     |        | 2      |         |
| Equitación                       | Adiestramiento                   |        |        |        |        | ●      | 1      |        | 1      |       |       |       |       |       |       |       |       |       |        |        | 2       |
| Equitación                       | Concurso completo                |        |        |        |        |        |        |        |        |       | ●     | ●     | 2     |       |       |       |       |       |        |        | 2       |
| Equitación                       | Salto                            |        |        |        |        |        |        |        |        |       |       |       |       |       | ●     | ●     |       | 2     |        |        | 2       |
| Esgrima                          | Esgrima                          |        |        |        |        |        |        |        |        |       |       |       |       | 2     | 2     | 2     | 2     | 2     | 2      |        | 12      |
| Esquí acuático                   | Esquí acuático                   |        |        |        | ●      | ●      | 7      | 7      |        |       |       |       |       |       |       |       |       |       |        |        | 14      |
| Fisicoculturismo                 | Fisicoculturismo                 |        |        |        |        |        |        |        |        |       |       |       |       |       |       |       |       |       | 2      |        | 2       |
| Fútbol                           | Fútbol                           |        |        |        |        | ●      | ●      |        | ●      | ●     |       | ●     | ●     |       | ●     | ●     |       | 1     | 1      |        | 2       |
| Gimnasia                         |                                  |        |        |        |        |        |        |        |        |       |       |       |       |       |       |       |       |       |        |        |         |
| Artística                        |                                  |        |        | 3      | 2      | 2      | 3      | 3      |        |       |       |       |       |       |       |       |       |       |        | 13     |         |
| Rítmica                          |                                  |        |        |        |        |        |        |        |        | ●     | ●     | 3     | 3     |       |       |       |       |       |        | 6      |         |
| Trampolín                        |                                  |        |        |        |        |        |        |        |        |       |       | ●     | 2     |       |       |       |       |       |        | 2      |         |
| Golf                             | Golf                             |        |        |        |        |        |        |        |        |       |       |       |       |       |       |       | ●     | ●     | ●      | 3      | 3       |
| Hockey sobre césped              | Hockey sobre césped              |        |        |        |        |        | ●      | ●      | ●      | ●     | ●     | ●     | ●     | ●     |       | ●     | ●     | 1     | 1      |        | 2       |
| Judo                             | Judo                             |        |        |        |        |        |        |        |        |       |       |       |       |       |       |       | 3     | 3     | 4      | 4      | 14      |
| Karate                           | Karate                           |        |        |        |        |        |        |        |        |       |       |       |       |       |       |       |       | 4     | 5      | 5      | 14      |
| Levantamiento de pesas           | Levantamiento de pesas           |        |        |        | 3      | 4      | 4      | 3      |        |       |       |       |       |       |       |       |       |       |        |        | 14      |
| Lucha                            | Lucha                            |        |        |        |        |        |        |        |        |       |       |       |       |       |       | 5     | 4     | 5     | 4      |        | 18      |
| Patinaje                         | Artístico                        |        |        | ●      | 2      |        |        |        |        |       |       |       |       |       |       |       |       |       |        |        | 4       |
| Patinaje                         | Velocidad                        |        |        |        |        |        |        |        |        |       |       |       |       |       |       |       |       | 2     | 4      |        | 6       |
| Pelota vasca                     | Pelota vasca                     |        |        |        |        |        |        |        |        |       |       |       | ●     | ●     | ●     | ●     | ●     | ●     | 10     |        | 10      |
| Pentatlón moderno                | Pentatlón moderno                |        |        | 2      | 4      | 4      | 8      | 5      |        |       |       |       |       |       |       |       |       |       |        |        | 23      |
| Raquetbol                        | Raquetbol                        |        |        |        |        |        |        |        |        |       | ●     | ●     | ●     | ●     | ●     | 4     | ●     | ●     | 2      |        | 6       |
| Remo                             | Remo                             |        |        |        |        |        |        |        |        |       |       |       |       |       | ●     | ●     | 6     | 8     | 10     |        | 24      |
| Rugby 7                          | Rugby 7                          |        |        | ●      | ●      | 2      |        |        |        |       |       |       |       |       |       |       |       |       |        |        | 2       |
| Sóftbol                          | Sóftbol                          |        | ●      |        | ●      | ●      | ●      | ●      | ●      | 1     |       |       | ●     | ●     | ●     | ●     | ●     | ●     | 1      |        | 2       |
| Squash                           | Squash                           |        | ●      | ●      | 2      | 3      | ●      | ●      | 2      |       |       |       |       |       |       |       |       |       |        |        | 7       |
| Surf                             | Surf                             |        |        |        |        |        |        | ●      | ●      | ●     | ●     | ●     | 8     |       |       |       |       |       |        |        | 8       |
| Taekwondo                        | Taekwondo                        |        |        |        | 4      | 4      | 4      |        |        |       |       |       |       |       |       |       |       |       |        |        | 12      |
| Tenis                            | Tenis                            |        |        |        |        |        | ●      | ●      | ●      | ●     | ●     | 3     | 2     |       |       |       |       |       |        |        | 5       |
| Tenis de mesa                    | Tenis de mesa                    |        |        |        |        |        |        |        |        |       |       |       | ●     | 1     | 2     | 2     | ●     | ●     | 2      |        | 7       |
| Tiro con arco                    | Tiro con arco                    |        |        |        |        |        |        |        |        |       |       |       |       |       |       | ●     | ●     | ●     | 3      | 5      | 8       |
| Tiro deportivo                   | Tiro deportivo                   |        |        |        | 1      | 2      | 2      | 2      | 1      | 2     | 2     | 3     |       |       |       |       |       |       |        |        | 15      |
| Triatlón                         | Triatlón                         |        |        |        | 2      |        | 1      |        |        |       |       |       |       |       |       |       |       |       |        |        | 3       |
| Vela                             | Vela                             |        |        |        |        |        |        |        |        |       |       | ●     | ●     | ●     | ●     | ●     | ●     | 7     | 4      |        | 11      |
| Voleibol                         | Voleibol                         |        |        |        |        |        |        |        | ●      | ●     | ●     | ●     | 1     |       |       | ●     | ●     | ●     | ●      | 1      | 2       |
| Voleibol                         | Voleibol de playa                | ●      | ●      | ●      | ●      | ●      | ●      | 2      |        |       |       |       |       |       |       |       |       |       |        |        | 2       |
| Total de eventos                 | Total de eventos                 | -      | -      | 2      | 26     | 25     | 36     | 29     | 9      | 15    | 19    | 10    | 35    | 11    | 17    | 28    | 34    | 54    | 76     | 22     | 448     |
| Total acumulativo                | Total acumulativo                | -      | -      | 2      | 28     | 53     | 89     | 118    | 127    | 142   | 161   | 171   | 206   | 217   | 234   | 262   | 296   | 350   | 426    | 448    | -       |
| julio / agosto                   | julio / agosto                   | 24 Mié | 25 Jue | 26 Vie | 27 Sáb | 28 Dom | 29 Lun | 30 Mar | 31 Mié | 1 Jue | 2 Vie | 3 Sáb | 4 Dom | 5 Lun | 6 Mar | 7 Mié | 8 Jue | 9 Vie | 10 Sáb | 11 Dom | Eventos |

## Medallero
Las medallas aparecen agrupadas por los Comités Olímpicos Nacionales participantes y se ordenan de forma decreciente contando las medallas de oro obtenidas; en caso de empate, se ordena de igual forma tienen la misma cantidad de medallas de oro, plata y bronce, se listan en la misma posición y se ordenan alfabéticamente.
Medallero extraído de la página oficial de Lima 2019, ajustado a los cambios realizados posteriormente por Panam Sports.
     País organizador
     Primera medalla de oro
| Núm. | País                            | Oro | Plata | Bronce | Total |
| ---- | ------------------------------- | --- | ----- | ------ | ----- |
| 1    | Estados Unidos (USA)            | 112 | 87    | 84     | 293   |
| 2    | Brasil (BRA)                    | 54  | 45    | 70     | 169   |
| 3    | México (MEX)                    | 37  | 39    | 62     | 138   |
| 4    | Canadá (CAN)                    | 35  | 65    | 52     | 152   |
| 5    | Argentina (ARG)                 | 33  | 33    | 34     | 100   |
| 6    | Cuba (CUB)                      | 33  | 28    | 39     | 100   |
| 7    | Colombia (COL)                  | 27  | 24    | 31     | 82    |
| 8    | Chile (CHI)                     | 13  | 19    | 18     | 50    |
| 9    | Perú (PER)                      | 11  | 7     | 23     | 41    |
| 10   | República Dominicana (DOM)      | 10  | 13    | 17     | 40    |
| 11   | Ecuador (ECU)                   | 10  | 7     | 14     | 31    |
| 12   | Venezuela (VEN)                 | 9   | 14    | 20     | 43    |
| 13   | Jamaica (JAM)                   | 6   | 6     | 7      | 19    |
| 14   | Puerto Rico (PUR)               | 5   | 5     | 14     | 24    |
| 15   | El Salvador (ESA)               | 3   | 0     | 1      | 4     |
| 16   | Guatemala (GUA)                 | 2   | 9     | 8      | 19    |
| 17   | Trinidad y Tobago (TRI)         | 1   | 7     | 3      | 11    |
| 18   | Paraguay (PAR)                  | 1   | 3     | 1      | 5     |
| 19   | Bolivia (BOL)                   | 1   | 2     | 2      | 5     |
| 20   | Granada (GRN)                   | 1   | 1     | 0      | 2     |
| 21   | Costa Rica (CRC)                | 1   | 0     | 4      | 5     |
| 22   | Santa Lucía (LCA)               | 1   | 0     | 1      | 2     |
| 23   | Barbados (BAR)                  | 1   | 0     | 0      | 1     |
| 23   | Islas Vírgenes Británicas (IVB) | 1   | 0     | 0      | 0     |
| 25   | Uruguay (URU)                   | 0   | 4     | 4      | 8     |
| 26   | Antigua y Barbuda (ANT)         | 0   | 1     | 2      | 3     |
| 27   | Honduras (HON)                  | 0   | 1     | 1      | 2     |
| 28   | Panamá (PAN)                    | 0   | 0     | 4      | 4     |
| 29   | Nicaragua (NIC)                 | 0   | 0     | 3      | 3     |
| 30   | Aruba (ARU)                     | 0   | 0     | 1      | 1     |
| 30   | Bahamas (BAH)                   | 0   | 0     | 1      | 1     |

## Transmisión internacional

### Televisión
La productora española Mediapro fue la encargada de transmitir los juegos de Lima 2019, mientras que la cadena brasileña Record compró los derechos globales y fue quien se los ofreció a canales de todo el mundo.
- Perú: Lima 2019,[29] Latina TV, Latina 2.3[30] Panamericana Televisión, TV Perú y TV Perú Noticias[31]
- Argentina: Televisión Pública Argentina y TyC Sports
- Brasil: Rede Record y SporTV
- Bolivia: Bolivia TV
- Canadá: CBC-Radio Canada
- Chile: Chilevisión, CNN Chile, CDF[32] y CDO
- Colombia: Ninguno (hasta el 31 de julio de 2019);[33] Señal Colombia (desde el 1 de agosto de 2019)[34]
- Costa Rica: ESPN
- Ecuador: Ecuador TV
- Estados Unidos: ESPN, ESPN Deportes[35]
- Guatemala: ESPN,
- México: Claro Sports, ESPN, Televisa[36]
- Panamá: ESPN
- Paraguay: NPY
- Puerto Rico: ESPN Deportes, Telemundo
- República Dominicana: ESPN, Digital 15
- Uruguay: Vera+,[37] TCC, Montecable y Nuevosiglo
- Venezuela: La Tele Tuya

### Radio
- Perú: Radio Programas del Perú[38]
- Bolivia : Bolivia FM
- Colombia : Caracol Radio, Antena 2
- Ecuador : Pública FM
- Estados Unidos y  Puerto Rico: Univisión Radio